# Svetovni poziv k boju proti revščini
Svetovni poziv k boju proti revščini (angleško 'Global call to action against poverty', kratica GCAP) je vsesvetovna zveza posameznikov in organizacij civilne družbe, ustanovljena konec leta 2004, katere poslanstvo je pozivati svetovne voditelje k izpolnitvi obljub o ukrepanju proti revščini, upoštevanju človekovih pravic in zmanjšanju neenakosti med družbenimi sloji ter spoloma. Po besedah vodij kampanje je leta 2006 združevala že 23 milijonov ljudi v več kot 85 državah, s čimer je največja tovrstna akcija v zgodovini.
Za svoj simbol so izbrali beli trak